# 栗亭县
栗亭县，古县名。北魏正始（504年—508年）年间置，治今甘肃省徽县西北伏家镇。属广业郡。后废。五代后唐清泰三年（936年）复置，属成州。元朝废。